# Issoria reducta
Issoria reducta är en fjärilsart som beskrevs av Schirmer 1918. Issoria reducta ingår i släktet Issoria och familjen praktfjärilar. Inga underarter finns listade i Catalogue of Life.